# N130 (België)
De N130 is een korte gewestweg in de Belgische provincie Antwerpen. De weg verbindt de N1 in Merksem met de N120 in Deurne. De lengte van de N130 bedraagt een kleine 2 kilometer.

## N120
Het kruispunt N120 Bisschoppenhoflaan met de N130 Merksemsesteenweg en Lakborslei in Deurne was gecatalogeerd als een van de gevaarlijke zwarte punten.
Het Agentschap Wegen en Verkeer legt vanaf april 2024 dit kruispunt conflictvrij aen,  waardoor rechtdoorrijdende fietsers en rechtsafslaand autoverkeer apart groen krijgen, tegen dodehoekongevallen.
De Merksemsesteenweg ten zuiden wordt afgekoppeld van dit kruispunt

## Deurnebrug
In het kader van het Masterplan Mobiliteit Antwerpen voor een betere bevaarbaarheid voor containerschepen op het Albertkanaal werd de Deurnebrug over het Albertkanaal vervangen door een nieuwe en hogere brug. De leidingenbrug naast de Deurnebrug werd afgebroken. De nieuwe Deurnebrug zorgt voor de afwikkeling van het vrachtverkeer tussen Merksem en Deurne.